# Сілвестре Варела
Сілве́стре Варе́ла (порт. Silvestre Varela, нар. 2 лютого 1985, Алмада) — португальський футболіст, нападник клубу «Порту» і національної збірної Португалії.

## Клубна кар'єра
Народився 2 лютого 1985 року в місті Алмада. Вихованець футбольної школи клубу «Спортінг». Дорослу футбольну кар'єру розпочав 2005 року в основній команді того ж клубу, в якій провів загалом три сезони, взявши участь лише у 2 матчах чемпіонату. Натомість здобував досвід офіційних матчів, виступаючи на умовах оренди, спочатку в португальському «Віторія» (Сетубал), а згодом в Іспанії, у складі «Рекреатіво». В обох командах орендований гравець регулярно потрапляв до основного складу.
Незважаючи на здобутий в рамках оренди ігровий досвід, Варела не зміг зацікавити керівництво «Спортінга» у своїх послугах і 2008 року перейшов до «Ештрели», за яку відіграв один сезон.
До складу клубу «Порту» приєднався 2009 року. Поступово пробився до основного складу команди з Порту, протягом п'яти сезонів у її складі провів 115 матчів в національному чемпіонаті.
24 серпня 2014 року на умовах річної оренди перейшов до англійського «Вест-Бромвіч Альбіона». Проте вже за півроку продовжив кар'єру, також на умовах оренди, в італійській «Пармі». Влітку 2015 року повернувся до «Порту».

## Виступи за збірні
Протягом 2005–2007 років залучався до складу молодіжної збірної Португалії. На молодіжному рівні зіграв у 26 офіційних матчах, забив 6 голів.
2010 року дебютував в офіційних матчах у складі національної збірної Португалії. Наразі провів у формі головної команди країни 5 матчів, забивши 1 гол.

## Титули і досягнення
- Чемпіон Португалії (3):

«Порту»: 2010-11, 2011-12, 2012-13
- Володар Кубка Португалії (2):

«Порту»: 2009-10, 2010-11
- Володар Суперкубка Португалії (5):

«Порту»: 2009, 2010, 2011, 2012, 2013
- Переможець Ліги Європи (1):

«Порту»: 2010-11